# 鎮撫司
鎮撫司，為明代衛所核心的組織，職理各衛所刑名兼理軍匠。非錦衣衛獨有，相當於現在軍法處或軍事裁判所。
明成祖時，將锦衣卫鎮撫司分為南、北兩司。
“南镇抚司”负责本卫的法纪。
“北镇抚司”传理皇帝钦定的案件，拥有自己的监狱（诏狱），可以自行逮捕、刑讯、处决，不必经过司法机构。死於酷刑拷打之下者不計其數。南、北鎮撫司下設五個衛所，統領官稱千戶、百戶、總旗、小旗。一般軍士稱為校尉、力士，雅稱為「
緹騎」。瞿式耜曾道：“往者魏 、崔之世，凡属凶网，即烦缇骑，一属缇骑，即下镇抚，魂飞汤火，惨毒难言，苟得一送法司，便不啻天堂之乐矣。”
顾大武的《诏狱惨言》曾描寫杨涟在内的“六君子”在鎮撫司內的慘狀：
|  | 次日之暮，嚴刑拷問諸君子。雖各辯對甚正，而堂官許顯純袖中已有成案，第據之直書具疏以進。是日諸君子各打四十棍，拶、敲一百，夾杠五十……七月初四日比較。六君子從獄中出……一步一忍痛聲，甚酸楚……用尺帛抹額，裳上膿血如染……十三日比較……受杖諸君子，股肉俱腐……十九日比較，楊、左、魏俱用全刑。楊公大號而無回聲，左公聲呦呦如小兒啼……二十四日比較，刑畢……是夜三君子（楊漣、左光斗、魏大中）……俱死於鎖頭葉文仲之手……二十八日……周公（周朝瑞）至大監，不半時許，遂斃郭賊之手。 |